# Diego de Leo
Diego de Leo (Zenson di Piave, 1921. december 5. – Marostica, 2015. január 31.) mexikói és olasz nemzetközi labdarúgó-játékvezető. Teljes neve Diego Pedro Luis Carpani De Leo. Polgári foglalkozása testnevelő és olasz nyelvtanár.

## Pályafutása

### Labdarúgóként
Gyermekéveiben mindenféle sportot űzött - atletizált, evezett, bokszolt, síelt -, a labdarúgást kedvelte a legjobban, ahol a kapus posztján szerepelt. 1949-ben - mint szaktanácsadó -, előnyös anyagiakat biztosító szerződést kapott a Dymajor nevű kolumbiai futballcsapatnál.

### Nemzeti játékvezetés
A játékvezetői vizsgát 1945-ben Olaszországban, Velencében tette le. A küldési gyakorlat szerint rendszeres partbírói tevékenységet is végzett. 1948-ban kivándorolt Argentínába, ahol egy évig profi játékvezetőként működött. 1951-ben visszatért hazájába, ahol négy éven keresztül működött az "A" Ligában. Újra Dél-Amerika következett, 1954-ben előbb Brazíliában, majd 1955-ben a perui Limában kapott szerződést, mint profi játékvezető, és egyben az ottani futballszövetség játékvezető-képző főiskolájának vezetője lett. 1959-ben a chilei futballszövetség szerződtette profi játékvezetőnek, és az ottani Testnevelési Főiskola futballbíróképző tagozatának előbb tanára, később igazgatója lett. 1962-óta él Mexikóban, ahová szintén profi játékvezetőnek szerződtették, mellette hivatásszerűen a játékvezetők képzésével foglalkozott. Nevéhez fűződik az egész világon, a maga nemében egyedül álló profi futball játékvezetőképző kollégiumának vezetése. Több mint 1500 mérkőzésen működött közre. A nemzeti játékvezetéstől 1971-ben vonult vissza.
Mottója: Nincs messze az az idő, amikor ezt az elismert hivatást, amit egyébként a labdarúgás fokozatos fejlődése is megkövetel, az egész világ magáévá teszi.[forrás?]

### Nemzetközi játékvezetés
1964-től folyamatos résztvevője a CONCACAF és a CONMEBOL bajnokságoknak. A Mexikói labdarúgó-szövetség Játékvezető Bizottsága (JB) terjesztette fel nemzetközi játékvezetőnek, a Nemzetközi Labdarúgó-szövetség (FIFA) 1965-től tartotta nyilván bírói keretében. A FIFA JB központi nyelvei közül a spanyolt és a 
franciát beszélte. Több nemzetek közötti válogatott és klubmérkőzést vezetett, vagy működő társának partbíróként segített. Az első nemzetek közötti szereplése Guatemalában a Salvador–Holland Antillák ifjúsági mérkőzés volt. 1970-ben a Brazil labdarúgó-szövetség jubileuma alkalmából rendezett, Brazília–Világválogatott találkozót vezette. Az aktív nemzetközi játékvezetéstől 1971-ben búcsúzott. Nemzetek közötti válogatott mérkőzéseinek száma: 16 - "A" mérkőzés: 14, "B" mérkőzés 2.

#### Labdarúgó-világbajnokság
A világbajnoki döntőhöz vezető úton Mexikóba a IX., az 1970-es labdarúgó-világbajnokságra a FIFA JB bíróként alkalmazta. A FIFA JB elvárása szerint, ha nem vezet mérkőzést, akkor valamelyik társának segít partbíróként. Egy csoportmérkőzésen volt partbíró. Arturo Yamasaki játékvezető társával a világbajnokság legjobb bírójának tartották. Kezdetben, mint a rendező ország első számú játékvezetője esélyes volt a döntő vezetésére, annál is inkább mert koránál fogva ez a nemzetközi torna volt számára az utolsó. Ám egy számára negatív esemény jelentősen megváltoztatta ezt az elvárást. Világbajnokságokon vezetett mérkőzéseinek száma: 1 + 1 (partbíró).

##### 1970-es labdarúgó-világbajnokság

###### Világbajnoki mérkőzés
| Időpont         | Helyszín                     | Mérkőzés típusa              | Mérkőzés              | Eredmény | Nézők száma |
| --------------- | ---------------------------- | ---------------------------- | --------------------- | -------- | ----------- |
| 1970. június 6. | Jalisco Stadion, Guadalajara | csoportmérkőzés (3. csoport) | Románia–Csehszlovákia | 2 – 1    | 56 818      |

#### Olimpiai játékok
Mexikó rendezte a XIX., nagy magasságú 1968. évi nyári olimpiai játékok olimpiai labdarúgó torna döntő mérkőzéseinek, ahol a FIFA JB bíróként alkalmazta. A döntő mérkőzésen (2–1)-es magyar vezetésnél kettő durva bolgár játékost kiállított, társukat védő harmadik hozzávágta a labdát, így ő is mehetett honfitársai után, a mérkőzés vége felé egy magyar is idő előtt befejezte a mérkőzést. Az olimpiai döntők közül első közép-amerikaiként, első mexikóiként a 12. döntő találkozót vezethette.

##### 1968. évi nyári olimpiai játékok
| Időpont           | Helyszín                     | Mérkőzés típusa              | Mérkőzés              | Eredmény | Nézők száma |
| ----------------- | ---------------------------- | ---------------------------- | --------------------- | -------- | ----------- |
| 1968. október 13. | Jalisco Stadion, Guadalajara | csoportmérkőzés (C. csoport) | Magyarország–Salvador | 4 – 0    |             |
| 1968. október 26. | Azteca Stadion, Mexikóváros  | döntő                        | Magyarország–Bulgária | 4 – 1    | 75 000      |

#### Copa América
Peru rendezte a 25. 1957-es Copa Américát, ahol a CONMEBOL JB bíróként alkalmazta.

##### 1957-es Copa América

###### Copa América mérkőzés
| Időpont           | Helyszín              | Mérkőzés típusa | Mérkőzés         | Eredmény | Nézők száma |
| ----------------- | --------------------- | --------------- | ---------------- | -------- | ----------- |
| 1957. március 17. | Nemzeti Stadion, Lima | csoportmérkőzés | Kolumbia–Uruguay | 1 – 0    | 50 000      |

## Sportvezetői pályafutása
Chilében, az 1962-es labdarúgó-világbajnokságon, Mexikóban, az 1968. évi nyári olimpiai játékokon és az 1970-es labdarúgó-világbajnokságon a mérkőzések vezetésében tanítványai segítettek játékvezetőként vagy partbíróként. Aktív nemzetközi pályafutását befejezve a FIFA Játékvezető Bizottság (JB) tagja, nemzetközi játékvezető ellenőr.

## Pozitív sztori
A Venezuelai labdarúgó-szövetség meghívására, a Kis Világ Kupa nemzetközi tornán a Millonarios–Real Madrid CF mérkőzést vezette, amikor a két csapat egy-egy játékosa indulatosan összeverekedett. Mindkettőjüket kizárta a játékból, de a karhatalom képtelen volt a játékosokat eltávolítani a pályáról. Félbeszakította a játékot, öltözőbe vonult és fürdött, amikor a rendezők közül a helyi rendőrparancsnok és a kormány egyik tagja megjelent. Ha öt percen belül nem tér vissza a pályára, és nem vezeti tovább a mérkőzést, letartóztatjuk és törvény teljes erejével kötelezzük a mérkőzésen jelen lévő hatvanezer néző belépőjegyének visszafizetésére. Megértette, felöltözött és partjelzők - ők már hazamentek - nélkül a tomboló közönség üdvrivalgása mellett levezette a mérkőzést.[forrás?]

## Negatív sztori
Az 1970-es labdarúgó-világbajnokságon a Brazília–Románia mérkőzés nézőjeként, túlzott alkohol befolyása alatt, erőszakkal akart beülni Sir Stanley Rous elnök páholyába, amiért azután a rendezők kivezették a nézőtérről. Ez az etikátlan magatartás volt a gátja, hogy döntő mérkőzést vezethessen.[forrás?]

## Írásai
Az általa szerkesztett futballszabálykönyv - Reglas del futból - első esetben 1957-ben Limában, a másodikban, 1960-ban Santiagoban, a harmadik kiadás 1965-ben Mexikóban jelent meg.

## Sikerei, díjai
1971-ben a nemzetközi játékvezetés hírnevének erősítése, hazájában 10 éve a legmagasabb Ligában (osztályban) folyamatosan tevékenykedő, eredményes pályafutása elismeréseként, a FIFA JB felterjesztésére az 1965-ben alapított International Referee Special Award címmel és oklevéllel tüntette ki. 1975-ben az olasz lovagrend tagjai sorába vették fel sporttevékenységének elismeréseként.

## Külső hivatkozások
- Diego de Leo. World Referee. [2016. március 3-i dátummal az eredetiből archiválva]. (Hozzáférés: 2013. augusztus 19.)
- Diego de Leo. footballzz.com. (Hozzáférés: 2013. augusztus 19.)
- Diego de Leo. footballdatabase.eu. (Hozzáférés: 2013. augusztus 19.)
- Diego de Leo. weltfussball.de. (Hozzáférés: 2013. augusztus 19.)